# Arborophila rufogularis
La arborófila golirrufa (Arborophila rufogularis) es una especie de ave de la familia de los faisánidos que habita en el piso inferior de la selva húmeda y otras zonas boscosas de las tierras altas del norte de la India, suroeste de China, Birmania, noroeste de Tailandia, norte y centro de Laos y norte y centro de Vietnam.